# Sara Alonso Martínez
Sara Alonso Martínez ( San Sebastián, 17 de abril de 1999) es corredora de fondo vasca especializada en carreras de montaña. Fue la campeona de España de carreras de montaña en 2022 y ganó el maratón de Mont-Blanc el mismo año, con un tiempo de 4:14:49, quedando cinco minutos por delante de la segunda clasificada. Esta victoria le permitió tomar el liderazgo provisional de la clasificación de las Golden Trail World Series. 

## Trayectoria
Sara Alonso empezó practicando atletismo, donde destacó en la prueba de los 3.000 metros obstáculos.  Mientras estudiaba Ciencias de la Actividad Física y el Deporte en la Universidad de Lleida, descubrió las carreras de montaña, quedando cuarta en su primera carrera.    
El 29 de marzo de 2022 fue tercera en la carrera Cegama-Aizcorri detrás de las dos grandes favoritas, Nienke Brinkman y Maude Mathys.  Carrera que acabaría ganando en 2025. El 11 de junio del 2022 ganó la carrera de la Olla de Núria Vertical, con un recorrido de 3,78 kilómetros y 949 metros de desnivel positivo con salida en el Santuario de Núria (1.960 metros) y llegada en la cima del Puigmal (2.909 metros). 